# Lestkowo
Lestkowo – wieś sołecka w Polsce, położona w województwie zachodniopomorskim, w powiecie goleniowskim, w gminie Nowogard.
| SIMC    | Nazwa    | Rodzaj     |
| ------- | -------- | ---------- |
| 0780392 | Drzysław | przysiółek |

W latach 1975–1998 miejscowość administracyjnie należała do województwa szczecińskiego.